# Le Monde vert
Le Monde vert (titre original : Hothouse) est un roman de science-fiction, publié en 1962 par Brian Aldiss (Royaume-Uni). Il est composé, à l'origine, de cinq nouvelles qui ont collectivement obtenu le prix Hugo de la meilleure nouvelle courte en 1962.

## Résumé
Le Monde vert décrit un avenir lointain dans lequel la Terre, qui ne tourne plus, s'est transformée en une gigantesque serre dominée par les végétaux. Ceux-ci ont formidablement évolué et acquis des capacités prédatrices redoutables. L'homme a régressé tant en taille qu'en connaissances et doit lutter farouchement pour survivre dans cette jungle.

## Éditions
Les quatre éditions en langue française ont été traduites par Michel Deutsch.
- J'ai lu no 520, 1974
- Le Livre de Poche no 7179, 1995
- Éditions Terre de Brume, coll. « Poussière d'étoiles », 2007
- Folio SF no 328, 2009